# Lista odcinków serialu Trauma
Poniżej znajduje się lista odcinków serialu Trauma emitowanego przez NBC od roku 2009.

## Sezony
| Seria | Seria | Liczba odcinków | Czas emisji                         |
| ----- | ----- | --------------- | ----------------------------------- |
|       | 1     | 18              | 28 września 2009 – 26 kwietnia 2010 |

## Lista odcinków

### Seria 1 (2009-2010)
| 1 | Pilot             | Pilot                      | Jeffrey Reiner      | Dario Scardapane              | 28 września 2009     | 8 kwietnia 2010  | 101 |
| Grupa ratunkowa szpitala miejskiego w San Francisco wyrusza na akcję. Cameron Boone i Tyler Briggs przybywają pierwsi. Zaraz po nich zjawia się kolejna para ratowników, a zarazem kochanków: Terry Banner i Nancy Carnahan. Porażonego prądem mężczyznę udaje się uratować. Zostaje zabrany do pilotowanego przez Reubena "Rabbita" Palchuka helikoptera medycznego. Zabiera się z nimi Terry. W drodze helikopter zderza się w powietrzu z innym śmigłowcem. Jedną z ofiar jest Terry. Rok po tragedii Nancy wciąż nie może poradzić sobie ze śmiercią ukochanego. Trauma jest również udziałem pozostałych członków ekipy. Kiedy dochodzi do gigantycznej kolizji na autostradzie, Nancy próbuje za wszelką cenę uratować jedną z ofiar. John Doe jednak umiera. Kobieta ciężko przeżywa tę porażkę, zwłaszcza kiedy zdaje sobie sprawę, że był równie samotny jak ona.          |                   |                            |                     |                               |                      |                  |     |
| 2 | All's Fair        | Wszystkie chwyty dozwolone | Jeffrey Reiner      | Dario Scardapane              | 5 października 2009  | 15 kwietnia 2010 | 102 |
| Ratownicy Reuben i Marisa udzielają pomocy kobiecie, która doznała silnego uszkodzenia głowy. Sanitariusze postanawiają zabrać helikopterem ją i jej syna Wilsona do szpitala. Podczas kiedy kobietą zajmują się lekarze, Reuben, ku zdziwieniu reszty ekipy, opiekuje się małym Wilsonem. Tymczasem w innej części miasta dochodzi do strzelaniny. Ranny zostaje jeden z uczestników oraz dziewczyna, świadek wydarzenia. Przybyli na miejsce Cameron i Tyler decydują się najpierw pomóc ciężko rannej dziewczynie. Postrzelony chłopak trafia do szpitala, gdzie jest operowany przez dr. Saviano. Nancy i jej nowy partner Glenn zostają wezwani do mdlejącego człowieka. Okazuje się, że mężczyzna jest uzależniony od morfiny, a w momencie przyjazdu ambulansu jest na głodzie narkotykowym. Między Reubenem a Marisą wywiązuje się kłótnia o predyspozycje zawodowe Marisy. |                   |                            |                     |                               |                      |                  |     |
| 3 | Bad Day at Work   | Kiepski dzień              | Bradford May        | Donald Bellisario John Kelley | 12 października 2009 | 22 kwietnia 2010 | 103 |
| W jednym z biurowców uzbrojony mężczyzna strzela do ludzi. Uciekającym z budynku pomaga m.in. Cameron, który z przerażeniem orientuje się, że gdzieś w biurowcu jest jego żona. Wraz z Nancy, Reubenem i Tylerem dostaje pozwolenie na wejście do środka razem z ekipą antyterrorystyczną. Podczas kiedy Cameron szuka żony, Nancy udziela pomocy postrzelonej kobiecie, co zauważa rozwścieczony zabójca. Przed śmiercią ratuje ją Reuben, który przyjmuje na siebie strzał mężczyzny. |                   |                            |                     |                               |                      |                  |     |
| 4 | Stuck             | Ślepy zaułek               | Christopher Misiano | Bruce Rasmussen               | 19 października 2009 | 29 kwietnia 2010 | 104 |
| Wybucha pożar w chińskiej restauracji. Jej właściciel przetrzymuje w ukrytym pomieszczeniu na zapleczu prostytutki. W akcji ratunkowej uczestniczy Tyler i Cameron, który stara się przekonać jedną z kobiet, by zeznawała w sądzie przeciwko stręczycielowi. W tym czasie w innej części miasta dochodzi do kłótni dwóch mężczyzn, z których jeden upada nabijając się na wystający pręt. Przeżywa wypadek, ale niezbędna jest natychmiastowa operacja. Nancy prosi o sprawdzenie dr. Saviano, ale zanim lekarz przybywa, mężczyzna zaczyna silnie krwawić. Nancy musi operować sama. Po udanej akcji Glennowi udaje się zaprosić partnerkę na drinka. |                   |                            |                     |                               |                      |                  |     |
| 5 | Masquerade        | Maskarada                  | Jean de Segonzac    | David Schulner                | 26 października 2009 | 6 maja 2010      | 105 |
| Marisa i Rabbit lecą na pomoc dziecku, które widząc kłócących się rodziców, wybiegło z domu wprost pod koła samochodu. Tymczasem przełożony sanitariuszy przydziela Tylera i Boone'a na nocny dyżur w Halloween do dzielnicy Castro, zamieszkałej w dużej mierze przez gejów. Boone nie kryje do nich niechęci. Dochodzi do niekontrolowanego wybuchu fajerwerków. Sanitariusze pomagają zdezorientowanym ofiarom. Jedną z nich jest homoseksualny mężczyzna, któremu Boone ratuje życie. Widząc zaangażowanie, z jakim to robi Tyler postanawia wyznać przyjacielowi, że jest gejem. Relacje między nimi ochładzają się. |                   |                            |                     |                               |                      |                  |     |
| 6 | Home Court        | Własne podwórko            | Norberto Barba      | David Schulner                | 2 listopada 2009     | 13 maja 2010     | 106 |
| Podczas meczu baseballowego dochodzi do kontuzji jednego z zawodników. W drodze na stadion karetka Glenna i Nancy zostaje uderzona przez autobus. Oprócz sanitariuszy poszkodowani są także pasażerowie drugiego pojazdu. Na miejsce kolizji przyjeżdża Tyler i Boone. Zgodnie z protokołem zajmują się w pierwszej kolejności ofiarami z autobusu. Tymczasem okazuje się, że Nancy ma poważny krwotok wewnętrzny. Przybyły na miejsce Rabbit zabiera ją helikopterem do szpitala, gdzie natychmiast zostaje poddana operacji. |                   |                            |                     |                               |                      |                  |     |
| 7 | That Fragile Hour | Niepewna godzina           | Alex Zakrzewski     | Bruce Rasmussen               | 9 listopada 2009     | -                | 107 |
| Glenn doświadcza na własnej skórze skutków nieprzestrzegania zasad. Wojskowa przeszłość Maris'y szybko ją dogania. |                   |                            |                     |                               |                      |                  |     |
| 8 | M'Aidez           | M'Aidez                    | John Behring        | Janet Tamaro                  | 16 listopada 2009    | -                | 108 |
| Zespół ratowników musi ocalić pasażerów z tonącego statku. |                   |                            |                     |                               |                      |                  |     |
| 9 | Thank You         | Dziękuję                   | Eric Laneuville     | Peter Noah                    | 23 listopada 2009    | -                | 109 |
| Podroż w Święto dziękczynienia zostaje przerwana przez awaryjne lądowanie samolotu. Sytuacja jest tragiczna... |                   |                            |                     |                               |                      |                  |     |
| 10 | Blue Balloon      | Niebieski balon            | Steve Shill         | Randy Huggins                 | 30 listopada 2009    | -                | 110 |
| Boone and Marisa uważają, że każde spotkanie należy puścić w niepamięć, kiedy Glenn zaczyna robić postępy ze swoją partnerką. Tymczasem Nancy i Królik próbują utrzymać swój romans w tajemnicy. |                   |                            |                     |                               |                      |                  |     |
| 11 | Tunnel Vision     | Klapki na oczach           | Darnell Martin      | Janet Tamaro                  | 8 marca 2010         | -                | 111 |
| Przez klaustrofobię zostaje narażony pacjent Nanacy. Rabbit pomaga poszkodowanemu rabusiowi podczas napadu na bank. Raube pokazuje swoje prawdziwe ja wysmarowując krwią agenta FBI. |                   |                            |                     |                               |                      |                  |     |
| 12 | Protocol          | Protokół                   | Jeffrey Reiner      | Y. Shireen Razack             | 15 marca 2010        | -                | 112 |
| Rutynowe wezwanie zmienia się w tragedię gdy Glenn przestrzegając niedoskonałych wytycznych traci pacjenta. Tyler uważa, że sprowadziło to na zespół klątwę. Glenn rekompensuje swój błąd i odkrywa swoją drugą połówkę. Rabbit poddaje się dobrowolnie terapii. |                   |                            |                     |                               |                      |                  |     |
| 13 | 13                | 13                         | Jeffrey Reiner      | Dario Scardapane              | 22 marca 2010        | -                | 113 |
| Rabbit z pomocą terapeutki odkrywa źródło swoich problemów i otwiera się na świat. Po śmierci pacjenta, Nancy uświadamia sobie, że jeśli chce być lekarzem to musi zacząć nadrabiać zaległości. Boons rezygnuje ze stanowiska kapitana na rzecz przyjaźni z Tylerem. |                   |                            |                     |                               |                      |                  |     |
| 14 | Targets           | Cele                       | 29 marca 2010       | -                             | 114                  |                  |     |
| San Francisco jest oblężone i nikt nie może czuć się bezpieczny. |                   |                            |                     |                               |                      |                  |     |
| 15 | Scope of Practice | Zakres postępowania        | 5 kwietnia 2010     | -                             | 115                  |                  |     |
| Nancy w wyniku nieprzestrzegania procedur paraliżuje czirliderkę od szyi w dół. Czeka ją proces sądowy. Rabbit i Marisa zostają poddani kwarantannie po tym jak udzielają pomocy pacjentowi z wirusowym zapaleniem opon mózgowych. Boone zostaje na kilka dni u Tylera. Żarty kierowane w stronę Bonnsa powodują sprzeczkę. |                   |                            |                     |                               |                      |                  |     |
| 16 | Frequent Fliers   | Turbopacjenci              | 12 kwietnia 2010    | -                             | 116                  |                  |     |
| 17 | Sweet Jane        | Słodka Jane                | 19 kwietnia 2010    | -                             | 117                  |                  |     |
| 18 | Crossed Wires     | Sprzeczności               | 26 kwietnia 2010    | -                             | 118                  |                  |     |